# Chemiezellstoff

Cellulosemoleküle (von links nach rechts, gestrichelt: Wasserstoffbrücken) bilden hochsortierte Strukturen; über mehrere Organisationsebenen entstehen die Fasern von Zellstoff

Als Chemiezellstoff (englisch dissolving pulp) wird hochreine Cellulose bezeichnet, die meist aus Holz durch das Sulfat- oder Sulfitverfahren gewonnen wird. Chemiezellstoff dient als Ausgangsmaterial für die Celluloseverformung und -derivatisierung. Chemiezellstoff ist auch das Ausgangsmaterial für die Herstellung von Celluloseregeneraten, aus denen Fasern wie Viskose und Folien wie Cellophan hergestellt wurden.
Der Unterschied von Chemiezellstoff zu Zellstoff, z. B. für die Papierherstellung, ist die höhere Reinheit bzw. der höhere Anteil an Cellulose. Dies ist für die Verwendung, z. B. in chemischen Verfahren, notwendig.

## Herstellung
Chemiezellstoff wird vor allem mit chemischen Verfahren aus cellulosereichen Rohstoffen gewonnen. Aber auch die biotechnologische Herstellung, z. B. aus Essigsäure durch Fermentation bestimmter Bakterien ist möglich.

### Chemische Verfahren
Als Rohstoffe der Chemiezellstoff-Herstellung können Holz (Holzaufschluss) und unterschiedliche einjährige Faserpflanzen verwendet werden. Rund 10 % werden zudem aus den Linters der Baumwolle (Baumwollfaser) gewonnen.
Etwa 60 % der Jahresproduktion werden nach dem Sulfitverfahren hergestellt, während zunehmend auch der Vorhydrolyse-Kraft-Prozess zum Einsatz kommt. Auch für den Aufschluss von Zellstoff für die Papierindustrie werden diese chemischen Verfahren genutzt, jedoch kommen dort oft auch andere, thermische und/oder mechanische Holzaufschlussverfahren zum Einsatz, die eine höhere Ausbeute aber eine minderwertigere Produkt- bzw. Faserqualität liefern.

### Biotechnologisches Verfahren
Chemiezellstoff bzw. Cellulose kann fermentativ aerob (unter Sauerstoffzufuhr) durch Essigsäure produzierende Bakterien wie Acetobacter xylinum und Gluconacetobacter xylinus erzeugt werden. Diese als Bakteriencellulose bezeichnete Cellulose ist durch hohe Reinheit, einen hohen Kristallisations- und Polymerisationsgrad und eine sehr feine Faserstruktur gekennzeichnet. Aufgrund des teuren Herstellungsprozesses eignet sich Bakteriencellulose allerdings zurzeit nicht für die großtechnische Anwendung als Polymerwerkstoff.

## Qualitätsanforderungen
An die Qualität von Chemiezellstoff werden hohe Ansprüche gestellt. Der Gehalt an α-Cellulose sollte mindestens 90 % betragen und der Anteil an Begleitstoffen wie Hemicellulosen, Lignin, Extraktstoffen und Metallionen sowie Carbonyl- und Carboxygruppen sollte möglichst gering sein. Zudem werden Weißgrade von 88 bis 95 % gefordert, die damit deutlich höher liegen als bei Papierzellstoffen. Der Gehalt an α-Cellulose für die Herstellung von Celluloseacetat sollte 96–99 % betragen während für Viskoseprodukte ein Gehalt von 91 bis 92 % ausreicht, da im Viskoseprozess durch einen zusätzlichen Reinigungsschritt kurzkettige Polysaccharide herausgelöst werden. Eine besonders hohe Reinheit bei gleichzeitig hoher Viskosität kann mit Baumwolllinters als Rohstoff erzielt werden, da diese bereits im natürlichen Zustand einen hohen Cellulosegehalt von über 80 % aufweisen und mit vergleichsweise geringem Aufwand nach dem Sodaverfahren aufgeschlossen werden können.

## Wirtschaftliche Bedeutung
Die weltweite Produktion von Chemiezellstoff betrug im Jahr 2001 etwa 3,2 Mio. t, was einem Anteil von nur 2 % an der gesamten Zellstoffproduktion entspricht. In Deutschland wurden 2005 rund 320.000 t Chemiezellstoff zu ca. 190.000 t Celluloseregeneraten und 130.000 t Cellulosederivaten verarbeitet. Die weltweite Produktion von Celluloseregeneraten und -derivaten von ca. 5 Mio. t teilt sich in 65 % Regenerate und 35 % Derivate.

## Produkte aus Chemiezellstoff

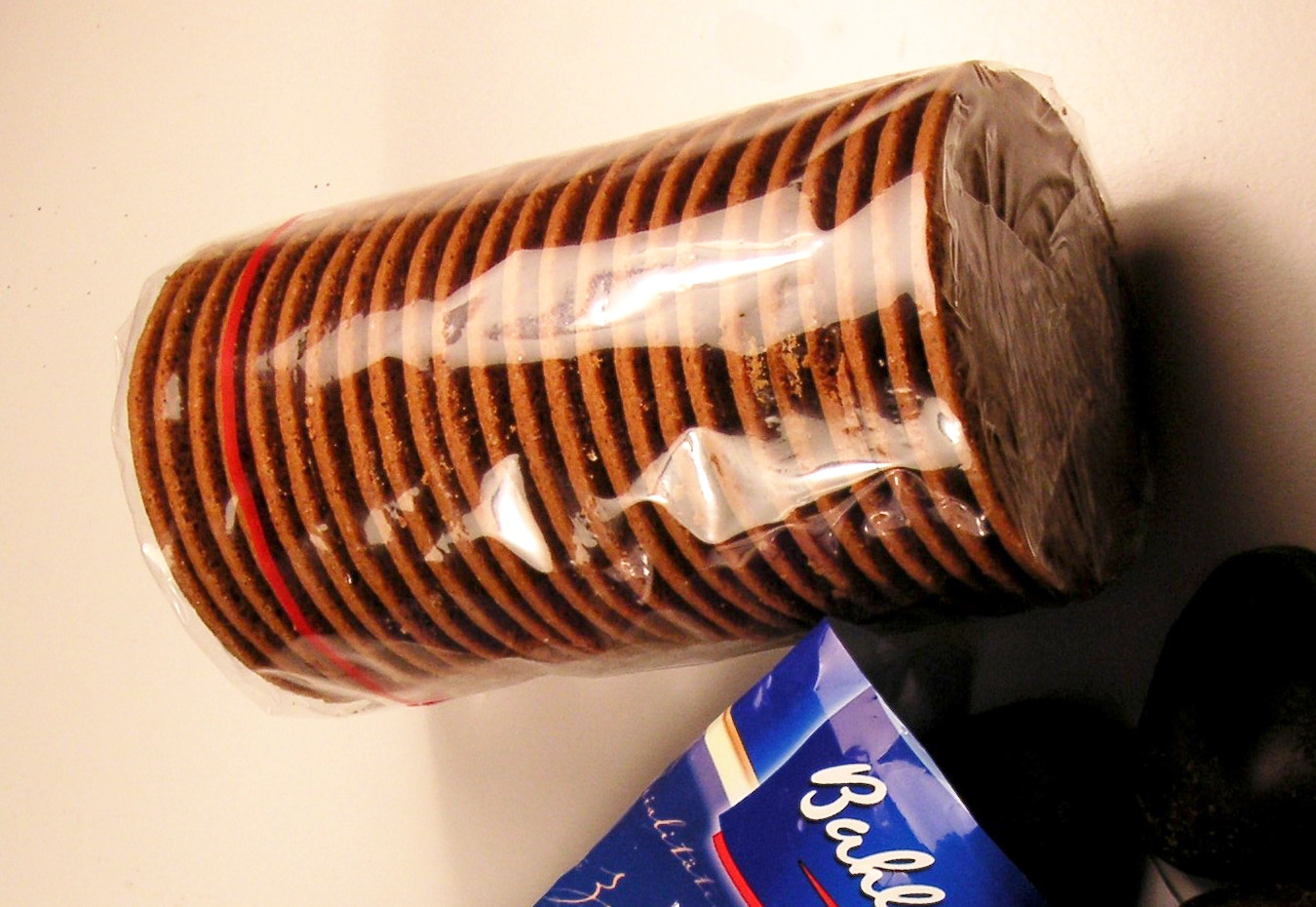
Bedruckte Cellophantüte und klare Cellophanverpackung

Aus Chemiezellstoff werden cellulosebasierte Polymerwerkstoffe hergestellt, die sich in die zwei Hauptgruppen Cellulosederivate und -regenerate gliedern. Die Derivate gliedern sich weiter in Celluloseether und Celluloseester während aus Regeneraten verschiedene Fasern und Folien hergestellt werden. Werkstoffe auf Basis von Chemiezellstoff gehörten zu den ersten entwickelten Polymerwerkstoffen überhaupt und werden in jüngster Zeit aufgrund ihres natürlichen Ursprungs und ihrer teilweisen Abbaubarkeit in Abgrenzung zu petrochemischen Polymeren gezielt als Biopolymere vermarktet.

### Cellulosederivate
- Celluloseether: Additive zur Viskositätsstabilisierung oder als Wasserbinder in Baustoffen, Klebstoffen, Kosmetika, Waschmittel, Farben oder in der Papierindustrie
- Celluloseester: Thermoplastische Kunststoffe wie Cellulosenitrat (Zelluloid), Celluloseacetat, Cellulosepropionat und Cellulosebutyrat

### Celluloseregenerate
- Fasern:
  - Viskose (Zellwolle), Lyocell, Cupro (Kupferseide), Kunstseide (Rayon)
- Folien:
  - Cellulosehydrat (Cellophan)